# تشارلي هولمز
تشارلي هولمز (بالإنجليزية: Charlie Holmes)‏ هو عازف جاز أمريكي، ولد في 27 يناير 1910 في بوسطن في الولايات المتحدة، وتوفي في 19 سبتمبر 1985 في ماساتشوستس في الولايات المتحدة.

## وصلات خارجية
- تشارلي هولمز على موقع ميوزك برينز (الإنجليزية)
- تشارلي هولمز على موقع أول ميوزيك (الإنجليزية)
- تشارلي هولمز على موقع ديسكوغز (الإنجليزية)